# The Cat in the Hat
The Cat in the Hat é um livro para crianças escrito e ilustrado por Theodore Geisel com o pseudônimo de Dr. Seuss, e publicado, pela primeira vez, em 1957. A história tem por base um gato antropomórfico, de grande estatura, que usa um chapéu às riscas vermelhas e brancas e uma gravata tipo laço. O Gato aparece em casa de Sally, e do seu irmão, num dia chuvoso, quando a mãe deles se encontra fora. Ignorando, repetidamente, as objecções do peixe das crianças, o Gato mostra-lhes alguns dos seus truques numa tentativa de os entreter. Neste processo, ele e os seus dois companheiros, Thing One e Thing Two, viram a casa do avesso. As crianças e o peixe ficam cada vez mais alarmados até que o Gato constrói uma máquina que utiliza para limpar tudo. O Gato acaba por desaparecer momentos antes de a mãe das crianças entrar em casa.

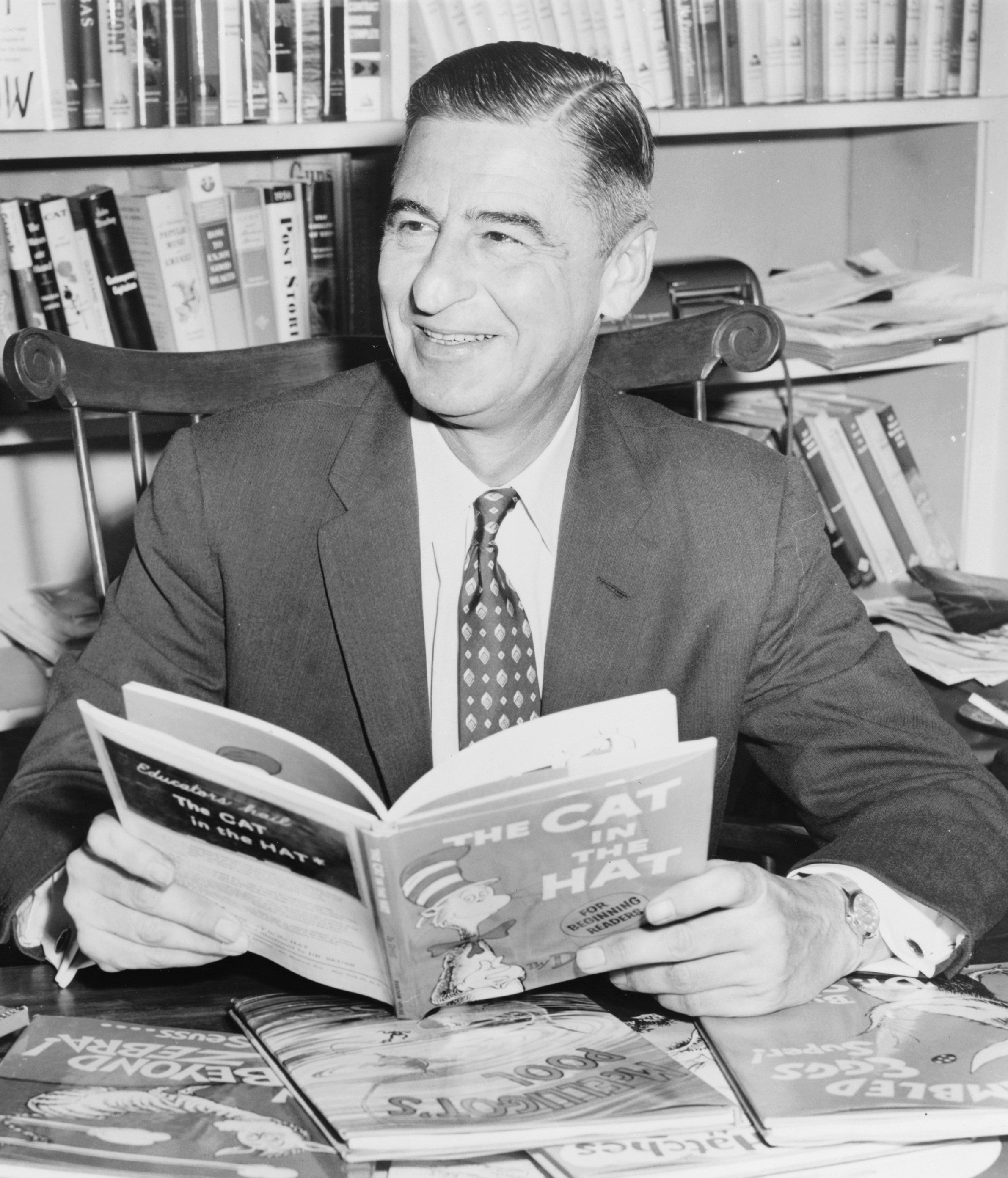
Geisel em 1957 com uma cópia de The Cat in the Hat

Geisel criou o livro em resposta a um debate nos Estados Unidos sobre a literacia nas crianças de tenra idade e a ineficiência dos tradicionais livros infantis, como Dick and Jane. William Spaulding, pediu a Geisel que escrevesse um livro infantil com um conteúdo mais divertido. Spaulding, que tinha conhecido Geisel na Segunda Guerra Mundial, e que, na época, era director da divisão educacional de Houghton Mifflin. Contudo, porque Geisel tinha um contrato com a Random House, os dois editores acordaram no seguinte: a Houghton Mifflin publicava a edição educacional, que era vendida nas escolas, e a Random House publicava a edição comercial, vendida em livrarias.
A origem de The Cat in the Hat tem várias versões segundo Geisel mas, de acordo com a versão que ele mais relata, estava tão frustrado com a lista de palavras que tinha à sua frente para escolher  aquelas para escrever a história, que decidiu olhar para essa lista e criar uma história baseada nas duas primeiras palavras que formassem uma rima. Os termos encontrados foram cat e hat. O livro recebeu logo elogios e sucesso financeiro. Os críticos e analistas elogiaram o trabalho de Geisel afirmando ser uma espantosa alternativa aos livros primários tradicionais. Três anos após o seu lançamento, o livro já tinha vendido mais de um milhão de cópias e, em 2001, a Publishers Weekly listou o livro em nono lugar na sua lista de livros infantis mais vendidos de sempre. O sucesso do livro deu origem à Beginner Books, uma editora especializada em livros de natureza semelhante. Em 1983, Geisel afirmou: "orgulho-me deste livro pois teve alguma influência no fim [dos livros do tipo] de Dick and Jane." A obra foi adaptada para televisão em 1971 e para cinema em 2003.

## Adaptações
The Cat in the Hat foi adaptado para diversas mídias, incluindo teatro, televisão e cinema.

### Televisão
O Gato é o apresentador de The Wubbulous World of Dr. Seuss, uma série americana de fantoches que estreou em 13 de outubro de 1996 e terminou em 28 de dezembro de 1998. Sua personalidade caótica e confusa do livro original Cat in the Hat foi visivelmente tonificada para baixo, retratando-o mais como um malandro onisciente, narrando e ajudando outros personagens em histórias de Seussville. O personagem foi interpretado por Bruce Lanoil na primeira temporada da série, com Martin P. Robinson assumindo na 2ª temporada. Em vez da Coisa Um e da Coisa Dois da história original, o Gato geralmente é visto na companhia dos Gatinhos A, B. e C de Volta.
The Cat in the Hat é um especial musical animado para TV que estreou em 1971 e estrelou Allan Sherman como o Gato. Em 1973, Sherman reprisou o papel em Dr. Seuss on the Loose, onde o Gato apresentou três histórias, e foi seu último projeto antes de sua morte naquele mesmo ano.
The Cat in the Hat Knows a Lot About That! é uma série de animação anglo-canadense-americana que estreou em 7 de agosto de 2010 e terminou em 14 de outubro de 2018. Foi baseada na série de livros "The Cat in the Hat's Learning Library" que revela o nome do menino que narrou o livro original como sendo Dick. Estrelou Martin Short como a voz do Gato. O Gato nesta série é retratado como um guia genuinamente sábio, mas ainda aventureiro, para Sally e Nick (que substituiu o irmão de Sally, Dick).

### Filmes
Em 2003, The Cat in the Hat, uma adaptação cinematográfica live-action, foi lançada, estrelando Mike Myers como o Gato. O filme arrecadou US$ 133.960.541 em todo o mundo com um orçamento estimado de US$ 109 milhões. Foi mal recebido pela crítica e uma sequência planejada foi posteriormente cancelada. Devido ao fracasso do filme, Audrey Geisel, viúva de Seuss, decidiu não permitir mais adaptações live-action da obra de seu marido.
Em 2012, após o sucesso financeiro de The Lorax, uma adaptação cinematográfica de animação do livro de mesmo nome, a Universal Pictures e a Illumination Entertainment anunciaram planos para produzir uma adaptação CGI de The Cat in the Hat. Rob Lieber foi contratado para escrever o roteiro, com Chris Meledandri como produtor e Audrey Geisel como produtora executiva, mas o projeto nunca se concretizou.
Em janeiro de 2018, A Warner Bros. Pictures Animation adquiriu os direitos do filme animado The Cat in the Hat como parte de uma parceria criativa com Seuss Enterprises. Em outubro de 2020, Erica Rivinoja e Art Hernandez foram anunciados como diretores. No entanto, em junho de 2023, Hernandez foi substituído por Alessandro Carloni, enquanto Carloni e Rivinoja também escreveram o roteiro do filme. Em março de 2024, Bill Hader foi escalado para o papel do Gato e também atuará como produtor executivo. Hader já interpretou o Gato em um esquete do Saturday Night Live em 2014. Mais tarde naquele mês, foi anunciado que a DNEG Animation faria a animação do filme, que Quinta Brunson, Bowen Yang, Xochitl Gomez, Matt Berry e Paula Pell se juntariam ao elenco e que o filme seria lançado em 6 de março de 2026. depois de anteriormente esperado para 2025.

### VÍdeo games
The Cat in the Hat foi transposto para três videogames do mesmo título. O primeiro jogo foi publicado em 1997. Um segundo videogame, baseado no filme de 2003, foi publicado no mesmo ano, seguido por um terceiro videogame em 2005.

### PC
Em 1997, o livro foi transformado em uma adaptação em Living Books para PC..

### Peça de teatro
Em 2009, o Royal National Theatre de Londres criou uma versão teatral do livro, adaptada e dirigida por Katie Mitchell. Desde então, a peça excursionou pelo Reino Unido e foi reencenada.

### Personagem e temas
Seussical ,uma adaptação musical que incorpora aspectos de muitas obras do Dr. Seuss, apresenta o Gato como narrator. O musical recebeu críticas fracas quando estreou em novembro de 2001, mas acabou se tornando um marco nos teatros regionais e escolares..
Um passeio no parque Islands of Adventure do Universal Studios em Orlando, Flórida, tem como tema o Gato.
Em 26 de julho de 2016, a Random House e a Dr. Seuss Enterprises anunciaram que o Gato estava concorrendo à presidência dos Estados Unidos..